# Demetrij Cej
Demetrij (Ivan) Cej (italijansko Demetrio Cej), slovenski slikar, scenograf in kostumograf, * 28. maj 1931, Beograd, † 23. marec 2012, Gorica, Italija. 
Po drugi svetovni vojni je živel v Gorici in diplomiral na tamkajšnji šoli za umetnost, nato pa se je zaposlil v tržaški ladjedelnici. Že od leta 1949 je tudi razstavljal. V začetku 1960. se je začel ukvarjati s scenografijo, sprva je delal za Piccolo Teatro Città di Gorizia, leta 1964 pa se je preselil v Trst in do 1990. let sodeloval s Slovenskim stalnim gledališčem. Od leta 1994 je znova živel in delal v Gorici.